# Alchornea yambuyaensis
Alchornea yambuyaensis är en törelväxtart som beskrevs av De Wild.. Alchornea yambuyaensis ingår i släktet Alchornea och familjen törelväxter. Inga underarter finns listade i Catalogue of Life.